# Royaume de Larantuka
 (décembre 2020).
- Si vous ne connaissez pas le sujet, laissez ce bandeau (vous pouvez alors contacter les auteurs).
- Si vous supprimez le contenu mis en cause (vous pouvez préalablement contacter les auteurs),

argumentez précisément cette suppression dans la page de discussion
(un manque de référence n'est pas un argument ; une recherche réelle de référence doit avoir été effectuée, être formellement documentée).
Le royaume de Larantuka s'étendait sur les îles de Florès, Solor, Adonara et Lembata dans l'actuelle Indonésie. Des morceaux de son territoire alternaient avec ceux de cinq principautés musulmanes plus petites. Ce territoire forme aujourd'hui le kabupaten de Florès oriental dans la province des petites îles de la Sonde orientales.
Jusqu'à la vente du royaume par les Portugais aux Hollandais en 1859, ses souverains se considéraient comme indépendants et tributaires de la couronne du Portugal.

## Source
IIAS Newsletter, no. 47, printemps 2008